# BAP Angamos (SS-31)
Pour les articles homonymes, voir BAP Angamos.
Le BAP Angamos (SS-31) et le premier de quatre sous-marins de Type 209-1200 de la marine de guerre du Pérou. Il a été mis en service en 1980.
Il a été initialement baptisé Casma en l'honneur d'une bataille qui a eu lieu entre les forces navales de Bolivie-Pérou et la confédération du Chili le 12 janvier 1839.

## Histoire
Cette série de quatre sous-marins ont été construits au chantier naval Howaldtswerke-Deutsche Werft de Kiel en Allemagne. Le bâtiment Casma, après avoir subi ses essais en mer du Nord, a rejoint le port péruvien de Callao en 1981. En 1998, après avoir subi un examen de la SIMA (Services industriels de la Marine péruvienne), il a été rebaptisé Angamos en l'honneur d'une bataille pendant la guerre du Pacifique (1879-1884) durant laquelle est mort l'amiral Miguel Grau le 8 octobre 1879.
Cette série (ou classe Angamos) comprend aussi : 
- BAP Antofagasta (SS-32),
- BAP Pisagua (SS-33),
- BAP Chipana (SS-34).

### Équipement électronique
- 1 radar de veille surface Thomson-CSF Calypso 2
- 1 sonar actif/passif Atlas Elektronik CSU 3
- 1 télémètre acoustique Thomson Sintra DUUX 2C
- 1 sonar passif Thomson Sintra DUUG 1D
- 1 contrôle d’armes Signaal M.8
- 1 détecteur de radar DR 2000
- 1 sonar AN-256

### Note et référence
- (es) Cet article est partiellement ou en totalité issu de l’article de Wikipédia en espagnol intitulé « BAP Angamos (SS-31) » (voir la liste des auteurs).

### Lien connexe
- Marine péruvienne